# Biblioteka Narodowa Ekwadoru
Biblioteka Narodowa Ekwadoru (hiszp. Biblioteca Nacional del Ekwador „Eugenio Espejo”) – biblioteka narodowa w Quito w Ekwadorze. Nosi imię pisarza, prawnika i pierwszego bibliotekarza Eugenio Espejo.

## Historia
Bibliotekę otwarto 25 maja 1792 roku na bazie biblioteki kolegium jezuickiego. Jezuici przybyli do Quito w 1585 roku. Po ich wydaleniu z Ekwadoru z rozkazu Karola III w 1767 roku, zbiory biblioteczne stały się bazą dla pierwszej biblioteki publicznej. Pierwszym bibliotekarzem został był Eugenio Espejo. W 1838 roku biblioteka otrzymała nazwę Biblioteka Narodowa. Zbiory zostały w XIX wieku zniszczone przez dwa trzęsienia ziemi. Po pierwszym, które miało miejsce w 1859 roku prezydent Gabriel García Moreno połączył Bibliotekę z Uniwersytetem Centralnym (Universidad Central de la República). W latach 1862–1876 odbudową i rozwojem biblioteki zajmowali się jezuici, którzy wrócili do Ekwadoru. Od 1876 roku biblioteką zarządza Leonidas Larrea. Dekretem z 23 maja 1883 roku Biblioteka Narodowa staje się samodzielną instytucją, jednak do 1903 roku nie ma własnego budynku. W 1903 roku przenosi się do budynku dawnego Colegio San Gabriel. W maju 1922 roku rząd kupił budynek przy Plaza de San Blas nazywany Coliseum. Biblioteka mieściła się w nim do 1972 roku. Wtedy przeniosła się do Sucre y García Moreno do budynku wynajętego od Banku Centralnego (Banco Central).
9 sierpnia 1944 roku dekretem prezydenta powstała Casa de la Cultura Ecuatoriana (Dom Kultury Ekwadorskiej) w której skład weszła Biblioteka Narodowa. Gdy w 1983 roku oddano nowy budynek dla Domu Kultury przy 12 de octubre 555 y Patria, również zbiory Biblioteki zostały tam przeniesione.
Po uchwaleniu w 2016 roku Ley Orgánica de Cultura (LOC). Zgodnie z nim Biblioteka stoi na czele sieci bibliotecznej. Podlegają jej biblioteki szkolne, publiczne, uniwersyteckie i inne, niezależnie od właściciela. W związku z tym postanowiono przenieść Bibliotekę Narodową w nowe miejsce, pozostawiając w Domu Kultury Ekwadorskiej część zbiorów należących do jego biblioteki. Dość długo Biblioteka Narodowa nie miała swojej siedziby. Dyrektor Biblioteki María Augusta Vargas jeszcze w styczniu 2019 roku podała, że rozważane są różne opcje, z budową nowego budynku włącznie.
W 2019 roku podpisano umowę z Gminą Quito o przeniesieniu Biblioteki do trzech pawilonów Starego Szpitala Eugenio Espejo. Budynki wynajęto na 20 lat. Proces przenoszenia został zakłócony przez pandemię, ale we wrześniu 2020 roku rozpoczęła działalność w nowym budynku. Koszt przeprowadzki wyniósł 460 000 USD.
Biblioteka należy do Bibliotecas Nacionales de Iberoamérica (Stowarzyszenia Bibliotek Narodowych Ibero-America)i jest częścią Biblioteca Digital del Patrimonio Iberoamericano (Biblioteki Cyfrowej Dziedzictwa Iberoamerykańskiego (BDPI)).

## Zbiory
Biblioteka narodowa ma prawo do egzemplarza obowiązkowego wszystkich druków wydanych w kraju.
Do najcenniejszych zbiorów należą książki z dawnego jezuickiego Colegio Máximo de San Ignacio de Loyola de la Compañía de Jesús. Zbiór liczy 8300 woluminów. Wśród nich znalazło się 15 inkunabułów. Najstarszą książką jest Sermones aurei de sanctis fratris z 1480 roku Leonardusa de Utino, Niezwykle cenny jest rękopisie La Floresta Americana Aimé Bondplanda z około 1850 roku. Dzieło, zawiera 122 tablice z rysunkami flory Paragwaju i Ameryki Łacińskiej z nazwami gatunków w języku łacińskim, francuskim i guarani. Ze względu na swoje znaczenie został wpisany przez UNESCO do Regionalnego Rejestru Pamięci Świata.